# Ömer Seyfettin
Ömer Seyfettin (Gönen, Balikesir, 28 de febrero de 1884 - 6 de marzo de 1920) fue un escritor turco.
Militar de carrera, tras estudiar en el liceo militar de Edirne y en la academia militar de Estambul, fue destinado primero a Esmirna, y luego a la aldea de Yakorit, en la frontera occidental del Imperio otomano. En 1909 era oficial del Hareket Ordusu, encargado de reprimir la sublevación de los Irtica, grupos religiosos opuestos a la recientemente instaurada monarquía constitucional. En 1911, tras abandonar la carrera militar, colaboró, junto con Ziya Gökalp y Ali Canip Yontem en el periódico Genç Kalemler (Jóvenes Plumas). Fue vuelto a movilizar con motivo de la Guerra de los Balcanes, y permaneció en Grecia durante un año como prisionero de guerra. A su regreso a Turquía, en 1914, trabajó como profesor de literatura en un instituto de Estambul. Murió de diabetes en 1920. 
Precursor de los cuentos y relatos costumbristas en la literatura turca, contribuyó asimismo con dos grandes innovaciones a dicha literatura, puesto que depuró el lenguaje literario, prefiriendo las palabras de origen turco en detrimento de aquellas de origen árabe o persa además de emplear el lenguaje coloquial en la lengua literaria, algo nada común en aquella época. Un lenguaje literario sencillo es la característica distintiva de su estilo literario y del movimiento que establece junto a Ali Canip, denominado Yeni Lisan (Nueva Lengua). Es de la opinión que todo el mundo debe comprender el lenguaje literario y que es necesario acercar la literatura a todos. Ömer Seyfettin es por lo tanto uno de los escritores más influyentes de la literatura de Turquía del siglo XX, ya que contribuyó enormemente a la modernización de la narrativa turca moderna. 
Autor prolífico de cuentos y relatos cortos costumbristas (ciento treinta y ocho), que se publicaron en su gran mayoría en diferentes periódicos, escribió asimismo artículos, novelas incompletas, traducciones, etc. Algunas de sus obras son: 
- Tarih Ezelî Bir Tekerrürdür (1910)
- Harem (1918)
- Efruz Bey (1919)
- Kahramanlar, Bomba, Harem, Yüksek Ökçeler, Yüzakı, Yalnız Efe, Falaka, Aşk Dalgası, Beyaz Lale, Gizli Tatbikat

## Traducciones al español
- Cuentos turcos de ayer, traducido, prologado e ilustrado por Ertuğrul Önalp, Hiperión, 1996. ISBN 84-7517-472-8.
- Aceitunas con pan, prólogo y traducción: Rafael Carpintero, Hjckrrh, 2015. ISBN 978-84-942767-2-9.

- Datos: Q297504
- Multimedia: Ömer Seyfettin / Q297504